# Star Wars: Episode III – Die Rache der Sith (Computerspiel)
Star Wars: Episode III – Die Rache der Sith ist das Videospiel zum Film Star Wars: Episode III – Die Rache der Sith. Der ist der dritte Teil der Star-Wars-Saga. Das Spiel beinhaltet Schauplätze des Films und zusätzlich im Film nicht erzählte Missionen und Abenteuer. 2005 ist das Spiel für die PlayStation 2, den Nintendo DS die Xbox, den Game Boy Advance und das Handy erschienen.

## Inhalt
Ziel ist es, die Ereignisse des Kinofilms nachzuspielen, um so die Geschichte des Films entsprechend weiterzuführen. Hierbei schlüpft man in die Rollen von Anakin Skywalker und Obi-Wan Kenobi. Der Spieler steuert je nach Mission (insgesamt 17 Stück) einen der beiden Charaktere und kämpft mit dem Lichtschwert und den Fähigkeiten der Macht gegen feindliche Droiden, Jedi und andere typische Helden bzw. Antihelden des fiktiven Universums. Während der Verlauf des Abenteuers nur alleine gespielt werden kann, ist ein Mehrspieler-Modus inbegriffen, der Kooperation und Kämpfe gegeneinander zulässt. Hier ist auch die Wahl anderer bekannter Figuren wie Yoda, Count Dooku und Darth Vader möglich. Nach und nach lassen sich auch Extras wie Konzeptzeichnungen und Originalszenen des Kinoabenteuers freischalten. Ein Online-Modus wird, anders als bei  vielen anderen Spielen, nicht unterstützt.

### Orte des Geschehens
Hier orientiert sich das Spiel folgerichtig am Film. Neben der Raumschlacht von Coruscant (Kampf gegen Count Dooku), sind die Planeten Utapau (Konfrontation zwischen Grievious und Obi-Wan), Coruscant selbst (Jedi-Tempel) und Mustafar (Finale Schlacht zwischen Anakin und seinem Meister) Teil des Spiels. Schauplätze, in denen es nicht zu militärischen oder sonstigen Konfrontationen kommt, wurden nahezu alle ausgelassen. Eine Ausnahme bilden einige, originale Szenen aus dem Film.

### Rollenspielelemente
Obwohl das Spiel kein klassisches Computer-Rollenspiel ist, sind dennoch viele Spielinhalte an dieses Genre angelehnt:
- Ein System, welches das Verbessern von Machtfähigkeiten und dem Umgang mit dem Lichtschwert ermöglicht, ist integriert.
- Auf Schusswaffen wird weitgehend verzichtet, vereinzelt soll der Spieler mit Geschützen Aufgaben erfüllen.
- Das Erreichen verschiedener Level ist möglich, jedoch sind es nur drei verschiedene (Jedi-Padawan, Jedi-Ritter, Jedi-Meister).

Dennoch liegt kein echtes RPG vor, da nicht die Auswahl verschiedener Waffen möglich ist und keine typischen Elemente wie Händler enthalten sind.

## Versionen für mobile Konsolen und Geräte

### Nintendo-DS-Version
Die Variante für den tragbaren DS unterscheidet sich etwas, neben dem bedingt geringerem Umfang sind auf die Konsole abgestimmte Änderungen vorgenommen worden. Im Gegensatz dazu sind Sequenzen als Pilot eines Raumjägers enthalten, welche in den Versionen für die stationären Konsolen fehlen. Zusätzlich wird die Möglichkeit der drahtlosen Verbindung unterstützt, wenn alle teilnehmenden Konsolen das passende Modul besitzen.

### Game-Boy-Advance- und Handy-Version
Des Weiteren sind teils weit weniger umfangreiche Ableger für Mobiltelefone und den Game-Boy-Advance erhältlich.

## Hintergrund
- Im Einzelspieler-Modus ist ein alternatives Ende enthalten. Im normalen Verlauf schlägt Obi-Wan Anakin im direkten Duell auf Mustafar. Die letzte Mission des Spiels stellt das Geschehen jedoch auf den Kopf. Anakin vernichtet Obi-Wan im Kampf und schwingt sich zum Herrscher der Galaxis auf, indem er direkt darauf seinen Meister Darth Sidious tötet. Im Spiel sind beide Ausgänge des Abenteuers nachspielbar.
- Ein kleiner Logikfehler macht sich im Verlauf des Spiels bemerkbar: Obwohl Anakin schließlich ein Sith-Lord wird, erreicht er die finale Stufe eines Jedi-Meisters. Da die Jedi und die Sith jedoch verfeindete Orden sind, ist dies praktisch nicht möglich.
- Das Spiel enthält nicht nur Originalszenen, sondern auch Szenen die komplett mit Computertechnik erzeugt wurden. Die Grafik des Spiels und der virtuellen Sequenzen ist identisch.
- Während die originalen Szenen ausschließlich auf Englisch sind, sind die animierten Szenen sowohl (Deutsch) synchronisiert als auch Englisch.
- Das Aussehen der Figuren ist exakt an die realen Schauspieler angelehnt, was nicht auf alle Spielumsetzungen von Filmen zutrifft. Die Synchronsprecher sind in der deutschen Version teilweise, in der englischen Version in keinem Fall original.
- Für die PlayStation 2 wurde eine Platinum-Version veröffentlicht.